# Guardia del rey Carlos III del Reino Unido

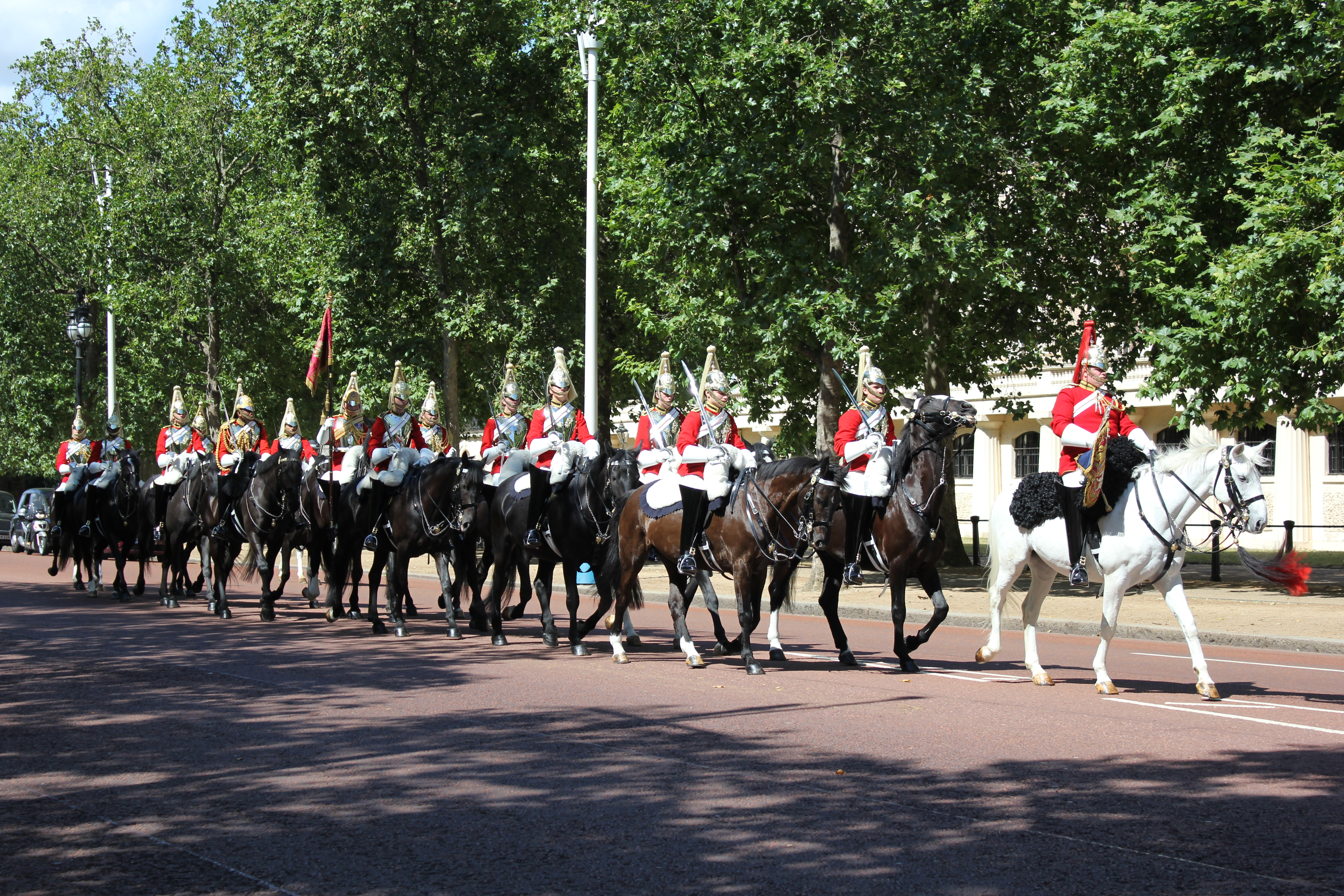
La guardia montada fundada por la Caballería Doméstica se llama Salvavidas del Rey.

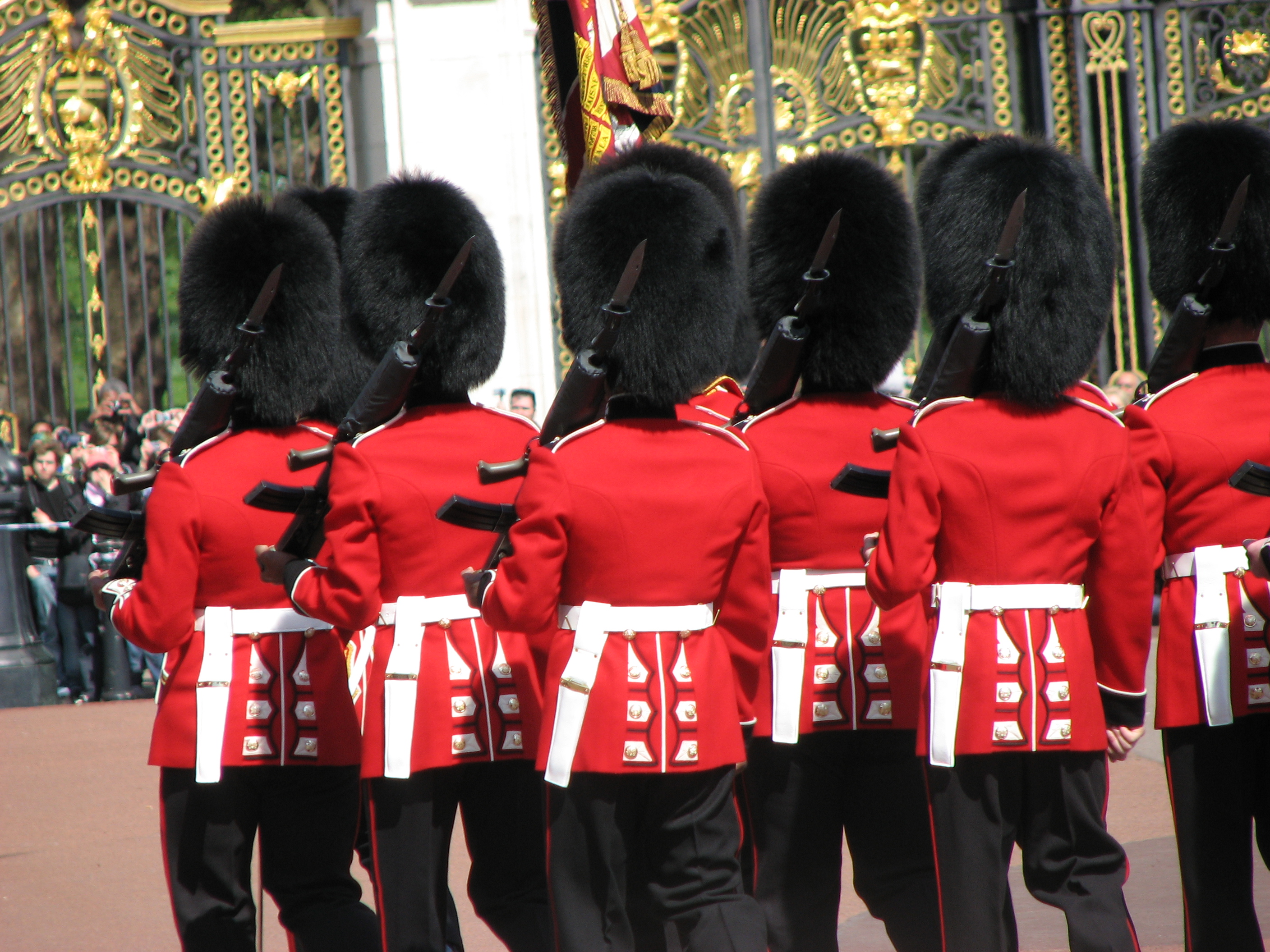
La guardia desmontada fundada por la infantería se llama Guardia del Rey.

King's Guard y King's Life Guard (en españolː ‘Guardia del Rey’ y ‘Guardia Salvavidas del Rey’; en tiempo de Isabel II se llamaba Guardia de la Reina) son los nombres que reciben los contingentes de soldados de infantería y caballería encargados de custodiar las residencias reales oficiales en el Reino Unido. El ejército británico tiene regimientos de guardias a caballo y de infantería anteriores a la Restauración inglesa (1660), y desde el reinado del rey Carlos II estos regimientos han sido responsables de custodiar los palacios del soberano. Los guardias son soldados en pleno funcionamiento.

## Área de operación
La Guardia del Rey y la Guardia Salvavidas del Rey están montadas en las residencias reales que se encuentran bajo el área de operaciones del Distrito de Londres del Ejército Británico, que es responsable de la administración de la Household Division. Esto incluye el Palacio de Buckingham, Clarence House, el Palacio de St James y la Torre de Londres, así como el Castillo de Windsor. La Guardia del Rey también está desplegada en la otra residencia oficial del soberano, el Palacio de Holyroodhouse, pero no con tanta frecuencia como en Londres. En Edimburgo, la guardia es responsabilidad del batallón de infantería acuartelado en Redford Barracks. No se monta guardia en las residencias privadas del rey en Sandringham o Balmoral.
La Guardia del Rey es el nombre que se le da al contingente de infantería responsable de custodiar el Palacio de Buckingham y el Palacio de St James (incluida Clarence House ) en Londres. La guardia está formada por una compañía de soldados de un solo regimiento, que se divide en dos, proporcionando un destacamento para el Palacio de Buckingham y otro para el Palacio de St James. Debido a que la residencia oficial del soberano sigue siendo la de St. James, el comandante de la guardia (llamado capitán de la guardia) tiene su base allí, al igual que los estandartes del regimiento. Cuando el soberano está en una de las citadas residencias, la Guardia del Rey cuenta con tres oficiales y otros cuarenta efectivos, con cuatro centinelas cada uno apostados en la explanada frente al Palacio de Buckingham, y en el Palacio de St James (dos en Friary Court y dos en la entrada de Clarence House). Esto se reduce a tres oficiales y 31 efectivos, con dos centinelas cada uno, cuando el soberano no está en residencia. La Guardia del Rey no es de naturaleza puramente ceremonial. Proporcionan centinelas durante el día y la noche, y durante las últimas horas, patrullan los terrenos del Palacio. Hasta 1959, los centinelas del Palacio de Buckingham estaban apostados fuera de la valla. Esto se detuvo tras un incidente que involucró a un turista y un guardia de Coldstream; debido a las continuas molestias de turistas y espectadores, el guardia pateó al turista en el tobillo mientras marchaba. El turista presentó una denuncia ante  la policía y el centinela estuvo confinado en el cuartel durante diez días. No mucho después, los centinelas fueron trasladados dentro de la valla.

### Funciones públicas

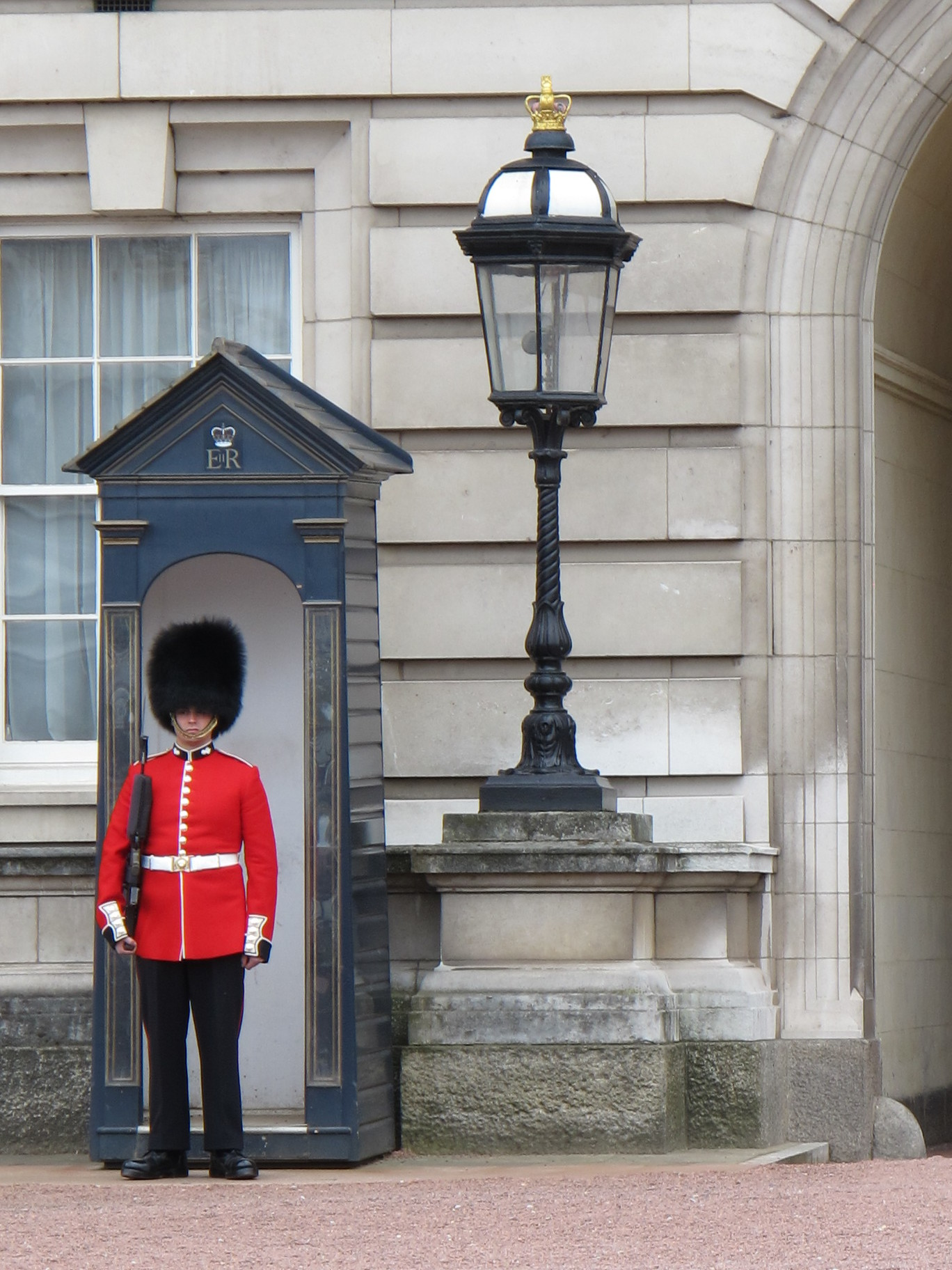
Centinela de los Granaderos de la Guardia apostados fuera del Palacio de Buckingham

En cualquier momento, se asignan tres batallones de infantería para funciones públicas; dos de estos son batallones de Guardias (uno con base en Wellington Barracks junto al Palacio de Buckingham y otro en Victoria Barracks en Windsor), mientras que el tercero es una unidad de infantería de línea (con base en Royal Artillery Barracks, Woolwich). Además, hay tres compañías incrementales con sede en Royal Artillery Barracks y Wellington Barracks. Todas estas unidades están bajo la autoridad administrativa del Distrito de Londres: como unidades de funciones públicas, no solo participan en ceremonias, sino que también están comprometidas a proporcionar ayuda militar a las autoridades civiles.

#### Protectores a pie
La guardia generalmente se encuentra en uno de los cinco regimientos de guardias a pie:
- Los Granaderos de la Guardia
- Los guardias de Coldstream
- Los guardias escoceses
- Los guardias irlandeses
- Los guardias galeses

Además, el Regimiento de la RAF se hace cargo de la guardia durante unas tres semanas al año. El Queen's Colour Squadron representa a toda la RAF, ya que las unidades que montan la guardia deben estar entrenadas en infantería. Sin embargo, en teoría, cualquier unidad de la Commonwealth puede proporcionar la guardia. En muchas ocasiones, los Gurkhas, el Regimiento de la RAF y los Royal Marines han proporcionado la guardia, mientras que un puñado de unidades de otros países de la Commonwealth también lo han hecho (ver más abajo ). Solo una unidad ha venido de un país de la Commonwealth del cual el Rey no es jefa de estado, a saber, el 1.er Batallón, Regimiento Real de Malasia, en 2008.

#### Gurkhas, Royal Marines, Regimiento de la RAF y Royal Navy

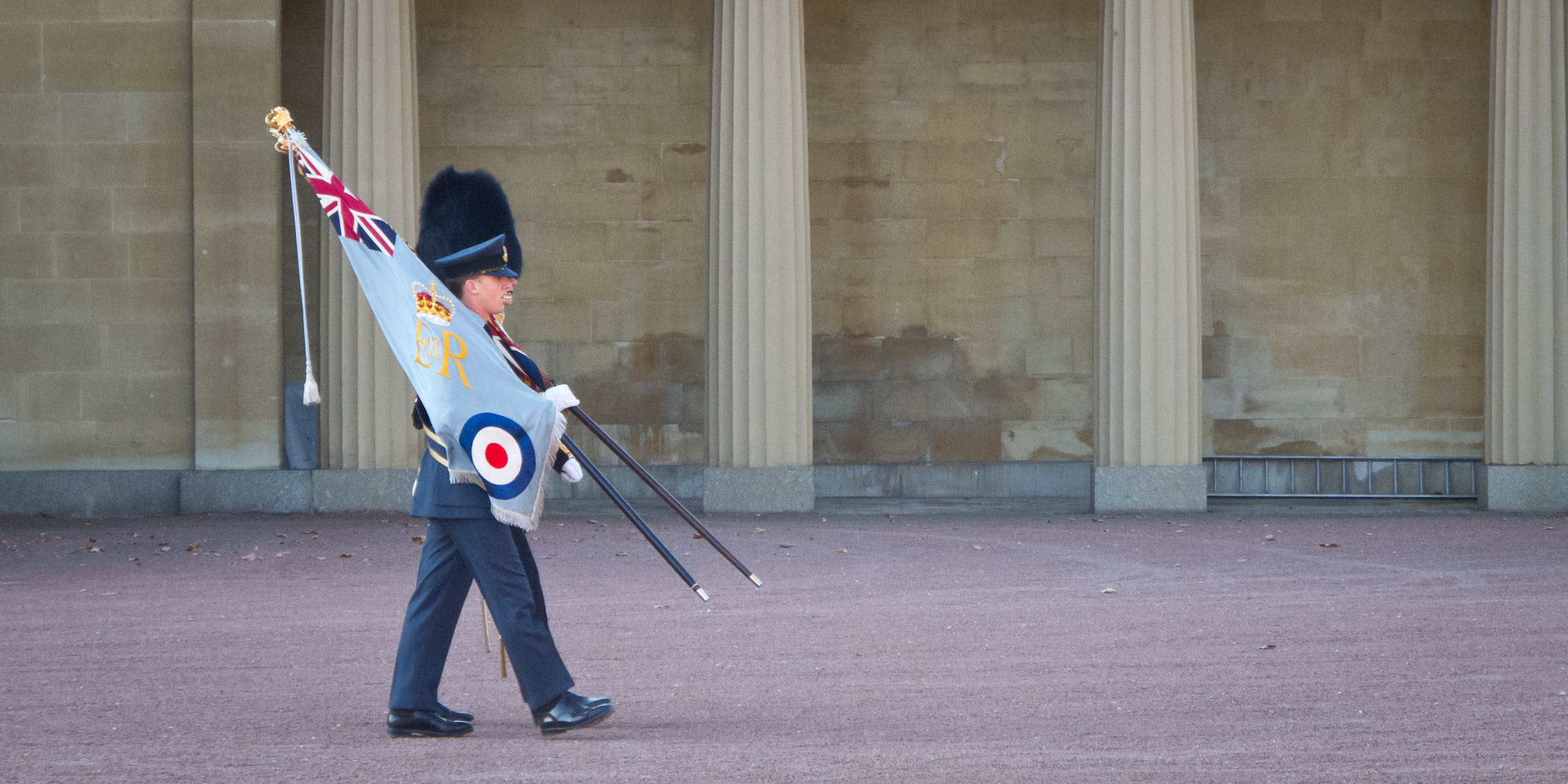
El regimiento de la RAF Ensign desfila con el color del rey

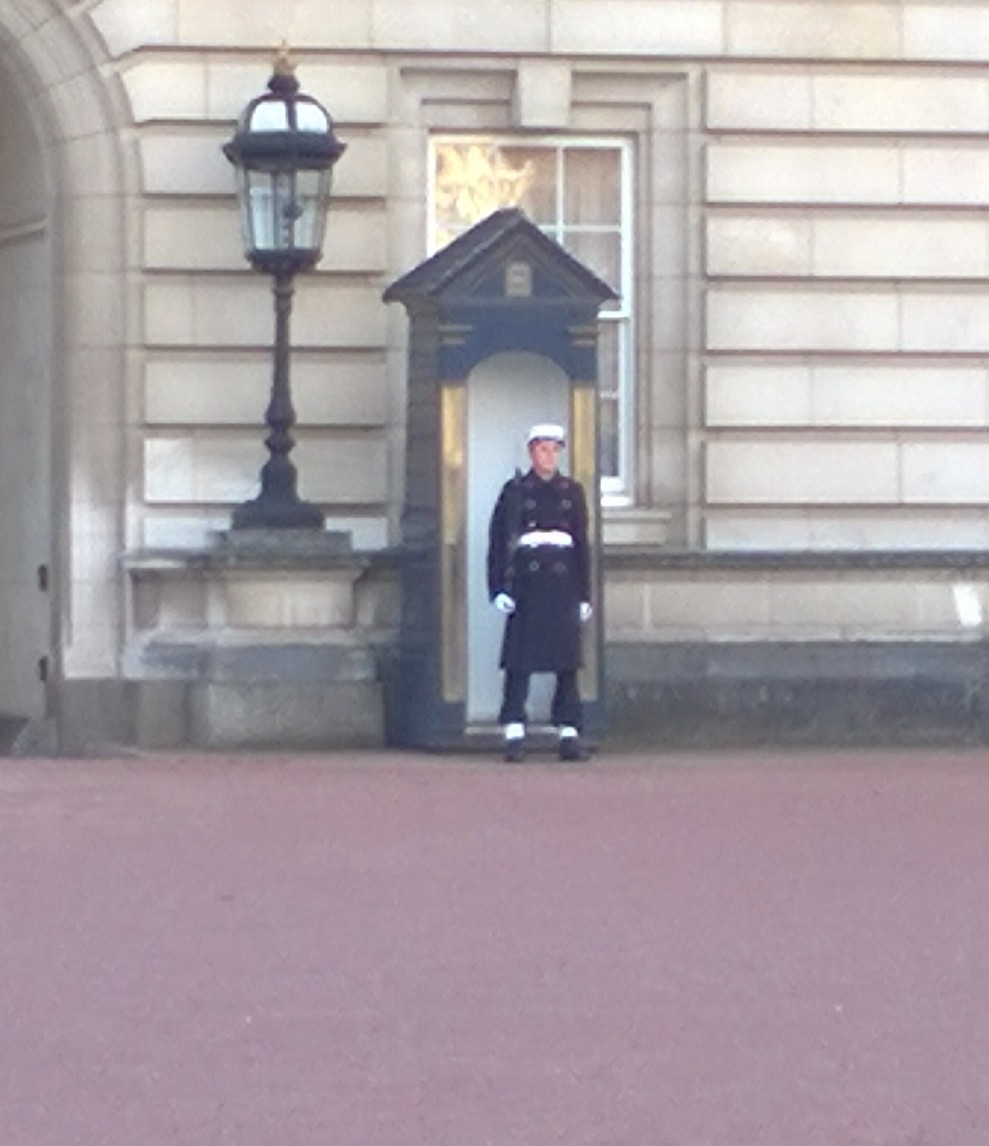
Un centinela de la Royal Navy de guardia en el Palacio de Buckingham

La siguiente es una lista de unidades de los Gurkhas y Royal Marines que han montado la Guardia del Rey desde la Segunda Guerra Mundial.
- 1.er Batallón, 7.º Duque de Edimburgo's Own Rifles Gurkha, diciembre de 1971
- 1.er Batallón, Décimo Rifles Gurkha de la Princesa María, octubre de 1973
- 2.º Batallón, 2.º Rifles Gurkha del 2.º Rey Eduardo VII (Los rifles Sirmoor), noviembre de 1975
- 1.er Batallón, 6.º Rifles Gurkha de la Reina Isabel, agosto de 1977
- 41 Commando, Royal Marines, noviembre de 1978
- 42 Commando, Royal Marines, julio de 1986
- 1.er Batallón, Royal Gurkha Rifles, agosto de 1996
- 42 Commando, Royal Marines, junio de 2014
- Brigada de Gurkhas, mayo de 2015[4]
- 10.º Regimiento Logístico Gurkha de la Reina, mayo-julio de 2019[5]

El Regimiento de la RAF tiene una unidad ceremonial dedicada, el Escuadrón de Color del Rey; esta unidad representa a la RAF siempre que proporciona la Guardia del Rey.
En noviembre de 2017, la Royal Navy montó la guardia con un destacamento del tamaño de una empresa formado por voluntarios de 45 barcos y establecimientos costeros durante dos semanas, la primera vez que la Royal Navy había formado la Guardia de la Reina por derecho propio (en lugar de que estar representado por los Royal Marines).

#### Infantería de línea
Antes de Options for Change, debido a que había un total de ocho batallones de guardias, era raro que los batallones de infantería de línea montaran la Guardia del Rey y, como tal, era un honor significativo. Antes de 1996, solo dos batallones habían servido en funciones públicas como parte de una gira operativa en el distrito de Londres. Sin embargo, cuando se suspendió la animación del segundo batallón de la Guardia de Granaderos, la Guardia de Coldstream y la Guardia Escocesa, se tomó la decisión de reemplazar a uno de los tres batallones de la Guardia de a pie, entonces comprometidos en funciones públicas por un batallón de infantería de línea el batallón Foot Guards para aumentar la proporción de su esfuerzo dedicado a la capacitación para funciones operativas. De 1996 a 2013, un batallón de infantería de línea estuvo estacionado en Londres (primero en Hounslow, luego en Woolwich) bajo el mando del Distrito de Londres:
| 1.er Batallón, 22.º Regimiento (Cheshire)                                                 | 1986–1988 |
| 1.er Batallón, Regimiento del Rey                                                         | 1992-1996 |
| 1.er Batallón, Regimiento Real de Gales (24.º / 41.º pie)                                 | 1996-1997 |
| 1.er Batallón, Regimiento del Duque de Wellington (West Riding)                           | 1998–2000 |
| 1.er Batallón, Regimiento de Devonshire y Dorset                                          | 2000-2001 |
| 1.er Batallón, Regimiento Real de Gloucestershire, Berkshire y Wiltshire                  | 2002-2005 |
| 1.er Batallón, Regimiento de Silvicultores de Worcestershire y Sherwood (29.º / 45.º pie) | 2005-2007 |
| 2.º Batallón, Regimiento Mercian (Worcesters y Foresters)                                 | 2007-2008 |
| 2.º Batallón, Regimiento Real de Fusileros                                                | 2008-2010 |
| 2.º Batallón, Regimiento Real de la Princesa de Gales (Queen's y Royal Hampshires)        | 2011-2013 |

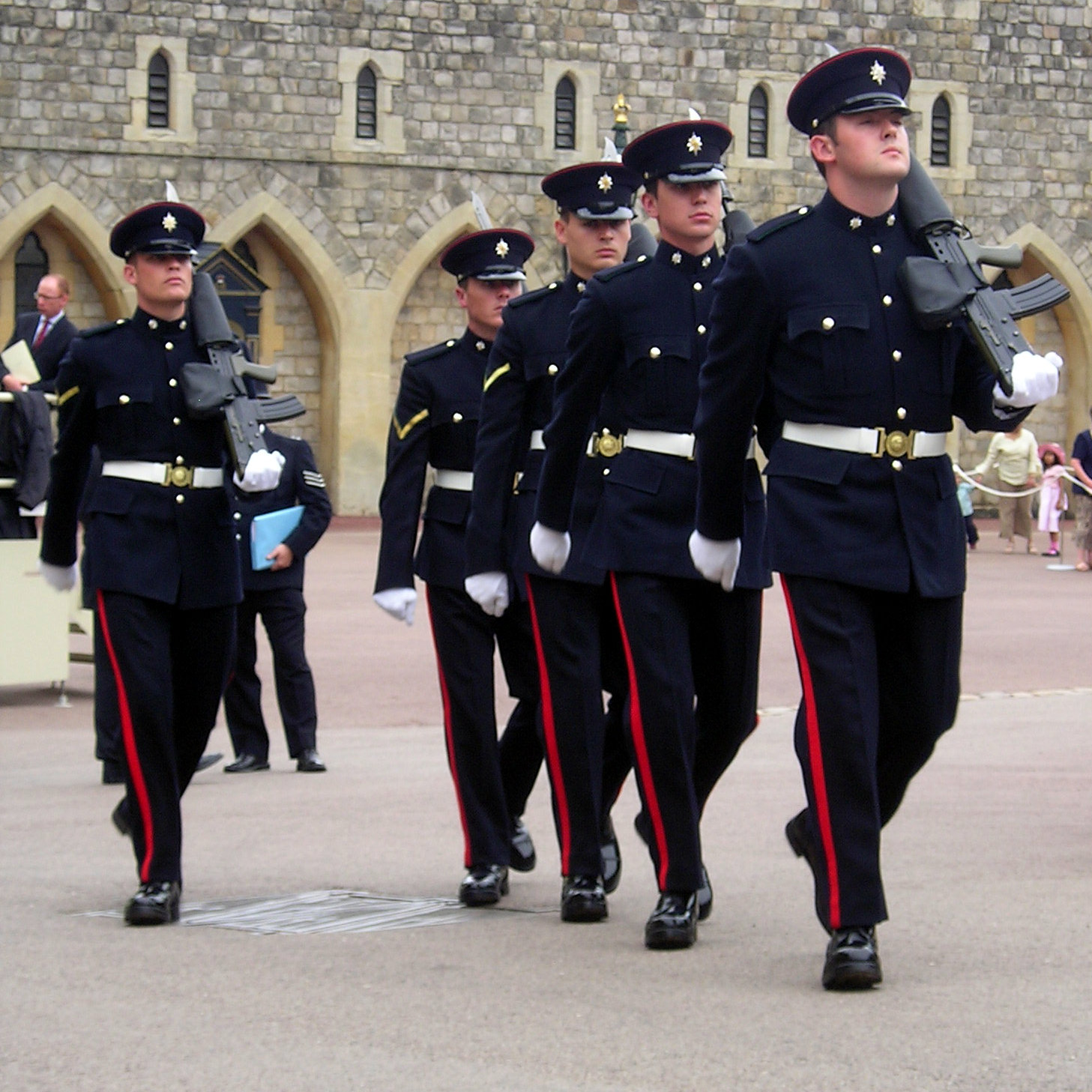
Centinelas del Regimiento de Silvicultores de Worcestershire y Sherwood se publicaron en Windsor

Desde 2013, la responsabilidad de los deberes públicos regulares ha recaído en la División de Hogares. Sin embargo, las unidades de infantería de línea ocasionalmente proporcionan la Guardia por períodos cortos de tiempo. En el verano de 2018, Balaklava Company, la unidad de funciones públicas dedicada del Regimiento Real de Escocia, y el 2.º Batallón, The Rifles, proporcionaron la Guardia en el Palacio de Buckingham y el Castillo de Windsor.

#### Ejército Territorial / Reserva del Ejército
En 1938, la Honorable Artillery Company, una unidad del Ejército Territorial, proporcionó la Guardia del Rey. El mismo regimiento proporcionó posteriormente la Guardia de la Reina en 1958. Durante la década de 1990, la Banda de la Honorable Compañía de Artillería brindó apoyo musical a la Guardia de la Reina, y continúan haciéndolo en el siglo XXI. En junio de 2015, soldados del 3.er Batallón, Royal Welsh, proporcionaron el destacamento de la Guardia de la Reina en la Torre de Londres.

#### Home Guard (Segunda Guerra Mundial)
El 14 de mayo de 1941, la Guardia Nacional proporcionó la Guardia del Rey, en reconocimiento al primer aniversario de su fundación. Esto se repitió en mayo de 1943

### Palacio de Buckingham, Palacio de St James y la Torre de Londres

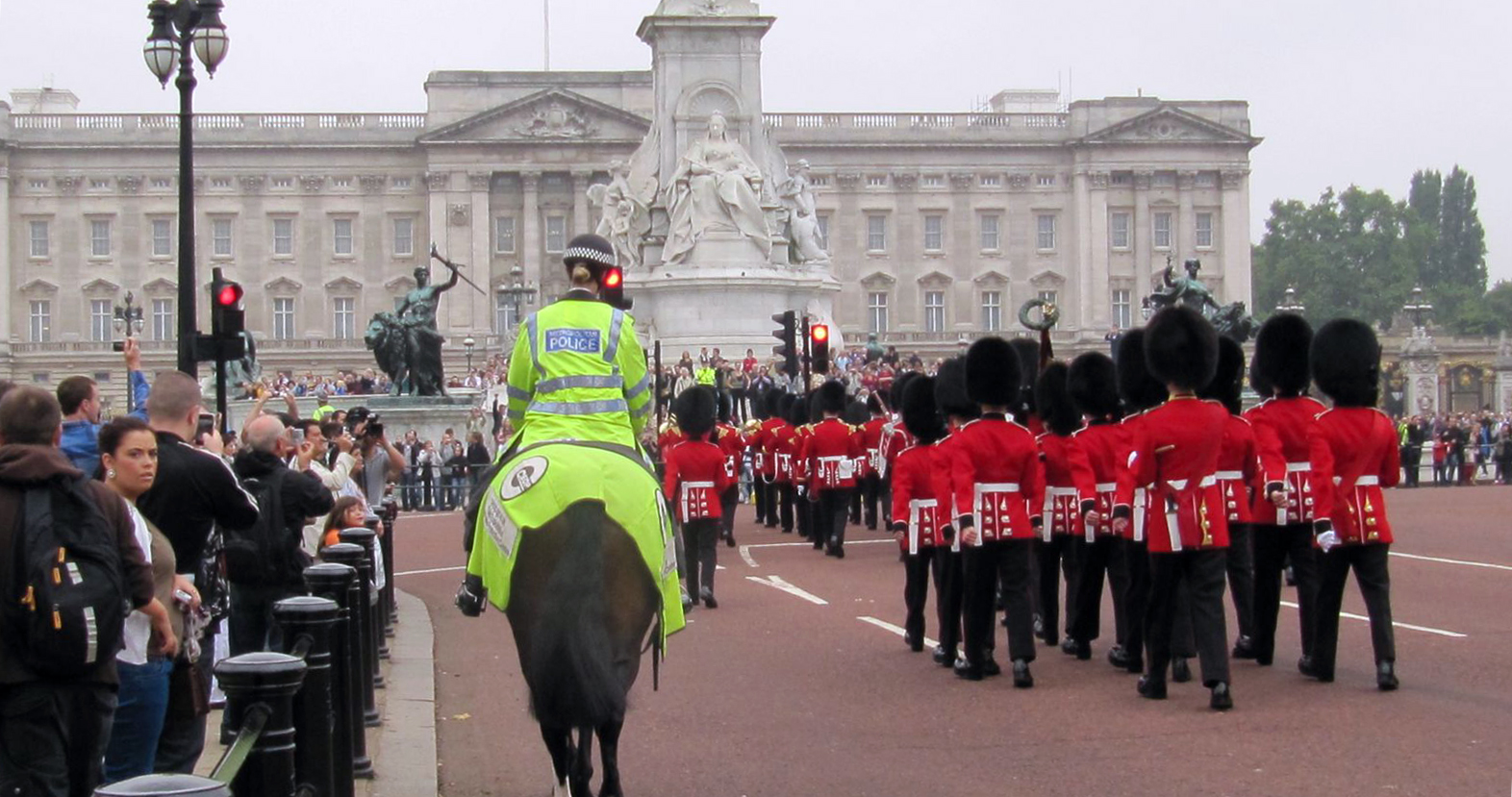
Cambio de guardia en el Palacio de Buckingham

Hay dos destacamentos de la Guardia Real en Londres, uno para el Palacio de Buckingham y otro para el Palacio de St James, bajo el mando del capitán de la Guardia del Rey. Debido a que el Palacio de St James sigue siendo la sede de la corte, es aquí donde se aloja la bandera y el capitán de la guardia establece su cuartel general.
La Guardia del Rey en Londres lleva a cabo el relevo en la explanada del Palacio de Buckingham a las 11:00 de la mañana todos los días a principios de verano y cuatro veces por semana en caso contrario.
El destacamento de la Guardia del Rey del Palacio de St. James, dirigido generalmente por el cuerpo de tambores y con la bandera (si el Rey está en residencia, entonces este será el estandarte del Rey; si no lo está, será la bandera del regimiento), marcha a lo largo del Mall hasta el Palacio de Buckingham, donde el destacamento del Palacio de Buckingham se ha formado para esperar su llegada. Estos dos destacamentos son la guardia saliente. Mientras tanto, la nueva guardia se está formando y está esperando la inspección del ayudante en la plaza del desfile en Wellington Barracks. La banda, habiendo sido inspeccionada por el ayudante, forma un círculo para tocar música mientras se inspecciona a la guardia entrante. La guardia proporciona una banda militar completa que consta de no menos de 35 músicos (generalmente, aunque no siempre, de uno de los regimientos de la Guardia) dirigidos por su director de música. Cuando se forma la nueva guardia, encabezada por la banda, se dirige a la explanada del Palacio de Buckingham. Una vez allí, la Nueva Guardia avanza hacia la guardia saliente en un tiempo lento y se detiene. La vieja guardia presenta armas, seguida por la nueva guardia presentando armas. Los capitanes de ambas guardias marchan uno hacia el otro para la entrega de las llaves del palacio. Los nuevos relevados se trasladan a las salas de guardia del Palacio de Buckingham y el Palacio de St James, donde se colocan nuevos centinelas.
Durante este tiempo, la banda ha ocupado su lugar junto a la puerta central, formada en semicírculo, donde toca música para entretener a la nueva y vieja guardia, así como a la multitud que mira. Durante este período, los dos colores del regimiento son exhibidos arriba y abajo por las insignias (generalmente oficiales subalternos de rango de segundo teniente o equivalente). Con los guardias viejos y nuevos formados una vez más, la vieja guardia y la banda marchan a través de las puertas del centro en un tiempo lento a su marcha lenta de regimiento interpretada por la banda. Al final de la marcha lenta, el capitán de la vieja guardia da la orden de "entrar en el tiempo rápido" y con un enérgico redoble de cinco pasos de los tambores, la banda lidera el camino de regreso a Wellington Barracks.

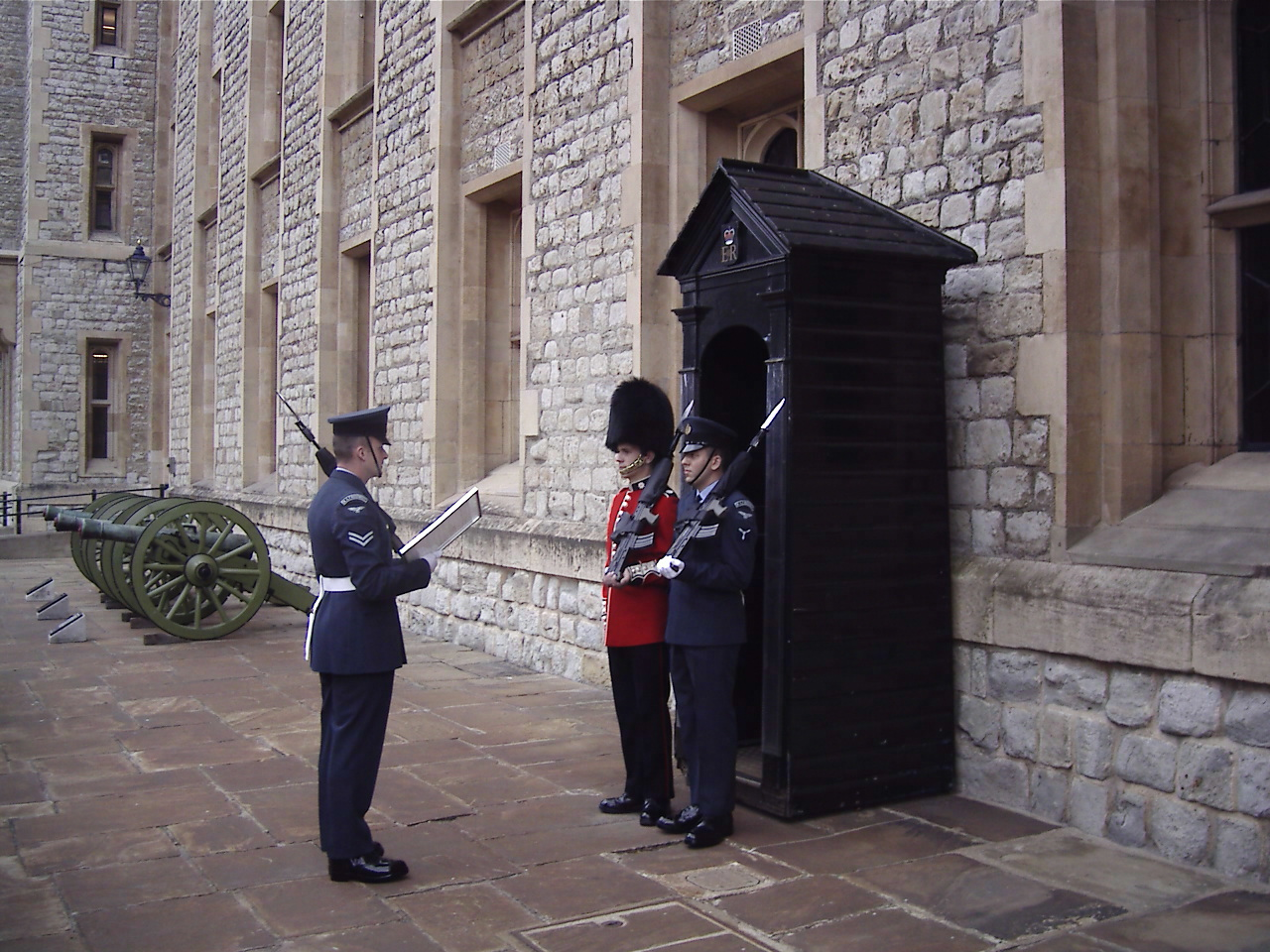
Centinelas viejos y nuevos (Coldstream Guards y Queen's Color Squadron) apostados en la Torre de Londres

Un destacamento del regimiento de guardia en el Palacio de Buckingham y el Palacio de St James también es responsable de proporcionar la guardia en la Torre de Londres. Como la Torre sigue siendo oficialmente una residencia real y también es la ubicación de las joyas de la corona, sigue siendo obligación del Ejército vigilarla. La guardia de la Torre cuenta con un oficial, tres suboficiales y diez soldados, y generalmente coloca un centinela fuera de la Casa de las Joyas y otro fuera de la Casa del Rey. Como la protección de la Torre es su responsabilidad (junto con los Guardianes de Yeoman), el guardia también debe asegurarse de que esté segura por la noche (ver Ceremonia de las Llaves).

### Castillo de Windsor
Uno de los batallones de funciones públicas o compañías incrementales es responsable de proporcionar la guardia en el Castillo de Windsor. La ubicación de la ceremonia en Windsor varía; en Semana Santa, cuando el Rey está en residencia, suele tener lugar en el césped del cuadrilátero del castillo. En clima húmedo o en invierno, para proteger el césped, o cuando el Rey no está celebrando la corte en el Castillo de Windsor, la ceremonia tiene lugar fuera de la sala de guardia junto a la Puerta de Enrique VIII al pie de Castle Hill.
La ceremonia de cambio de la Guardia de Windsor es, en líneas generales, la misma que se lleva a cabo en el Palacio de Buckingham. A las 10.40 a. m., el nuevo guardia marcha desde Victoria Barracks, a través de Windsor y gira a la izquierda, subiendo Castle Hill para ingresar al Lower Ward. Durante la Pascua, y cuando el Rey está celebrando la corte en el castillo, los guardias se cambian en el Pabellón Superior sobre el césped.
Al cambiar de guardia de la manera normal, el nuevo guardia llega aproximadamente a las 11 de la maañana cuando la vieja guardia se ha formado fuera de la sala de guardia. Una vez que los guardias y la banda de guardia (no hay banda de guardia los domingos) están presentes, la vieja guardia y la nueva guardia se presentarán las armas entre sí, intercaladas con toques de corneta; los oficiales se acercarán y tocarán simbólicamente las manos izquierdas para 'entregar las llaves del castillo' (aunque ya no se entregan las llaves reales). Luego, los guardias inclinarán los brazos y se formarán los relieves para rodear el castillo y cambiar a los centinelas; durante este proceso, la banda generalmente toca una selección de música. Una vez que regresa el relevo, la vieja guardia se forma de regreso lista para marchar de regreso a Victoria Barracks. La banda los saca mientras el nuevo guardia presenta armas. Una vez que la vieja guardia se ha ido, la nueva guardia es enviada a la sala de guardia donde estará basada durante las próximas 24/48 horas; cada dos horas, el relevo de la guardia saldrá y cambiará los centinelas.

### El Bank Picquet

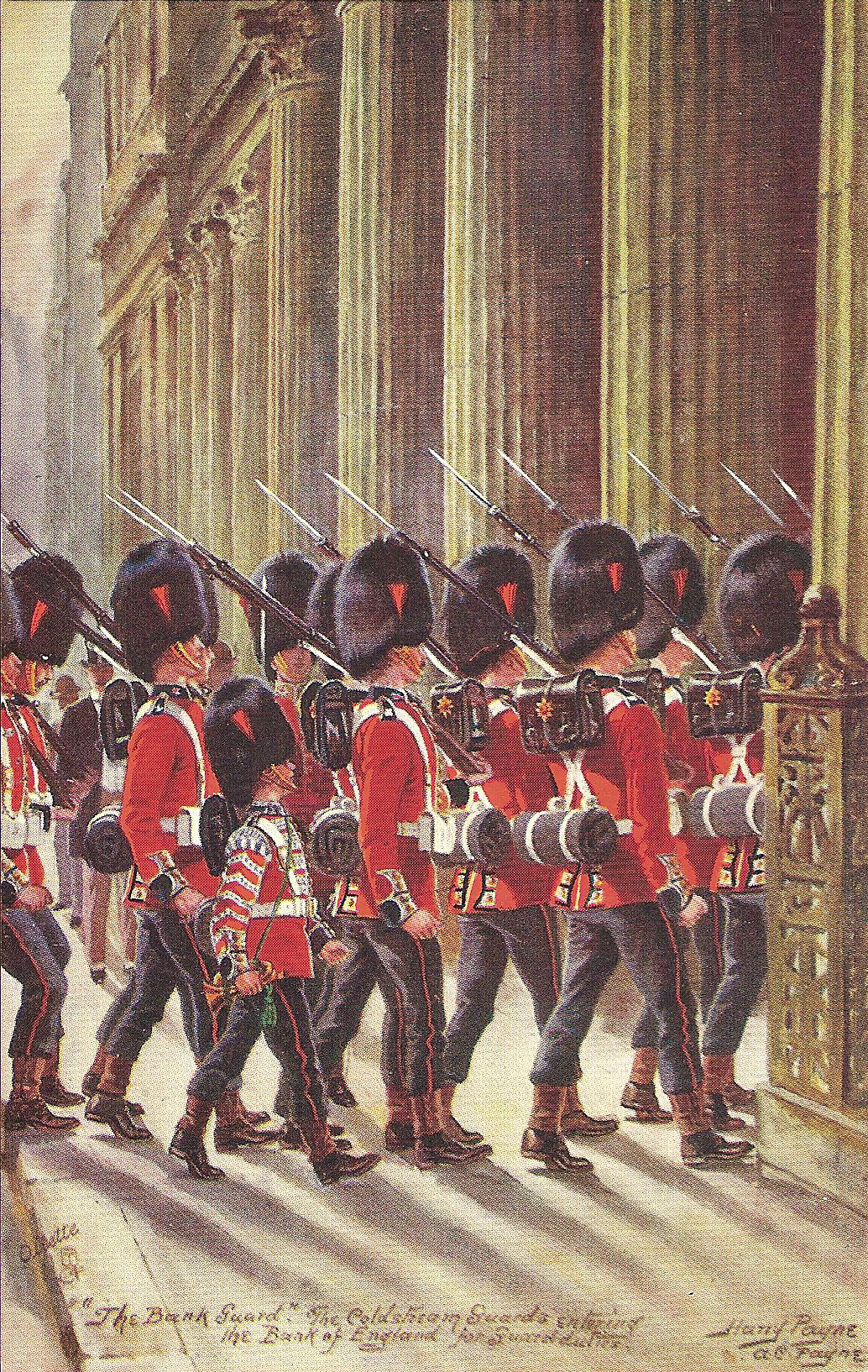
Un destacamento de la Guardia de Coldstream llega al Banco de Inglaterra para el servicio de guardia en 1906.

Durante los disturbios de Gordon en 1780, un destacamento de los Foot Guards defendió con éxito el Banco de Inglaterra de una turba violenta. A partir de entonces, el banco pagó por un destacamento de soldados, generalmente proporcionado por la Brigada de Guardias, para defender el banco. A partir de 1780, el destacamento marchó desde sus cuarteles, inicialmente desde la Torre de Londres, más tarde Wellington o Chelsea Barracks, aunque con mal tiempo el destacamento sería enviado por un tren normal del Metro de Londres.
Con una montura de guardia a las 3 p. m., cada guardia estaba compuesta por un oficial, un sargento, un cabo, un cabo de lanza, ocho guardias y un tambor; originalmente, la guardia tenía treinta guardias.
Una vez en el banco, había dos puestos de centinela, uno fuera del salón de la casa de recuento y otro fuera de las bóvedas de lingotes. El oficial recibió media botella de oporto y el derecho a invitar a uno o dos amigos a cenar al banco. Al resto de filas se les dio una pinta de cerveza con la cena y un chelín nuevo, dos para un sargento, para comprar té y un pastel en la cantina. La Guardia usaba zapatillas de lona en el Banco.
Desde 1963, el Bank Picquet viajó en un vehículo vestido con uniforme de servicio y armado con armas automáticas, con el énfasis en la seguridad pasando del despliegue ceremonial al táctico. Los elementos de seguridad mejorados y la policía armada hicieron innecesario al guardia, y el servicio terminó la noche del 31 de julio de 1973.

### Edimburgo

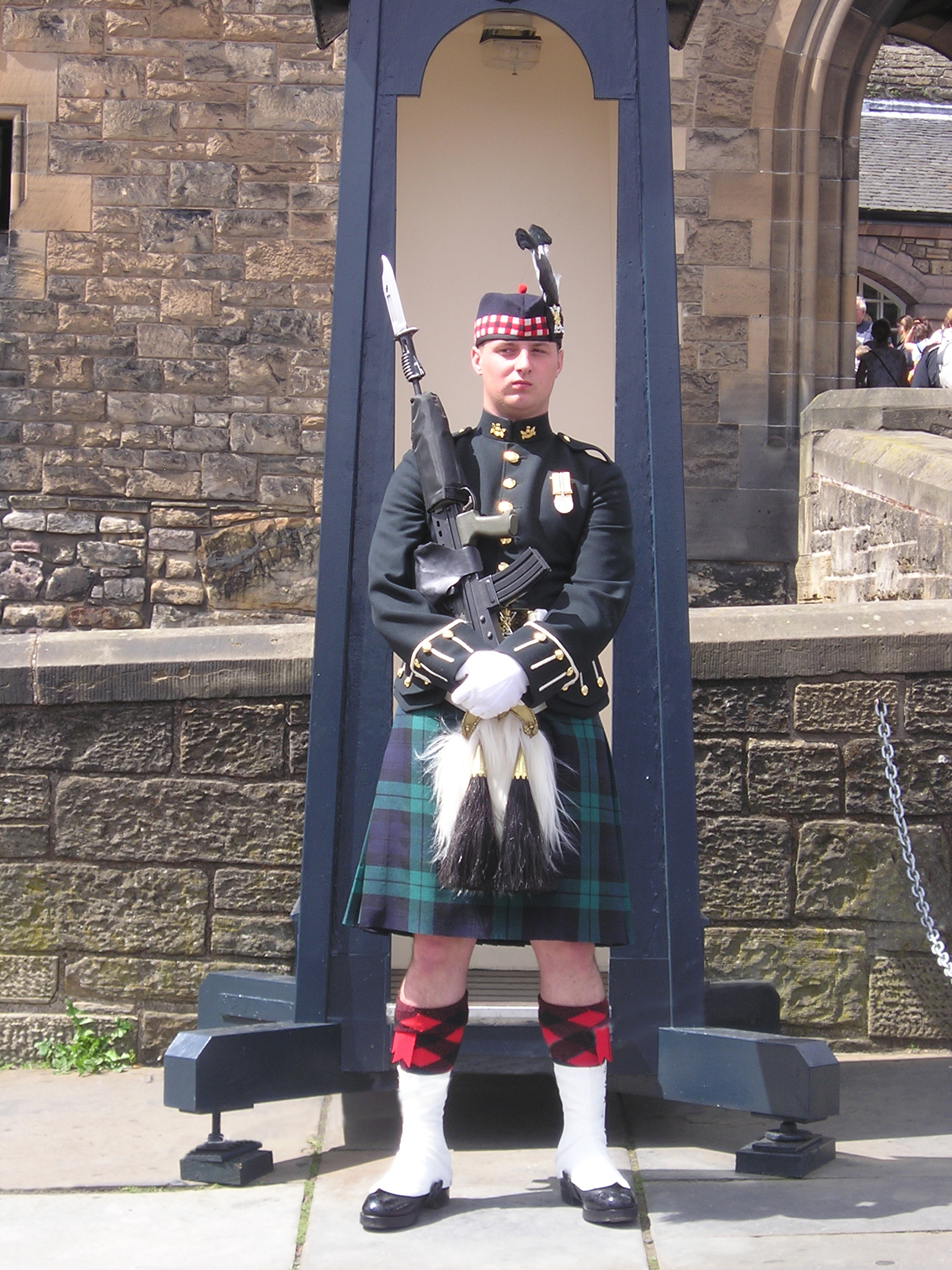
Un centinela del Regimiento Real de Escocia posicionado en la explanada fuera del Castillo de Edimburgo

La Guardia también está montada en Edimburgo en el Palacio de Holyroodhouse, la residencia oficial del Rey en Escocia, y en el Castillo de Edimburgo. A diferencia de Londres, no hay un batallón de Guardias con base permanente en la ciudad, por lo que la Guardia es proporcionada por el batallón de infantería residente que se encuentre en Redford Barracks en la ciudad. La guardia no se monta durante todo el año; por lo general, se monta a diario durante la semana que el Rey pasa en el palacio (antes de sus vacaciones de verano en Balmoral) y durante la Semana del Lord Comisionado. Hasta 2001, los centinelas se apostaron permanentemente en la explanada a la entrada del castillo, aparentemente como los guardias de los Honores de Escocia alojados en el interior. Los centinelas se cambiaban cada hora. Sin embargo, los recortes en el tamaño del ejército llevaron a la abolición de la guardia permanente del castillo; ahora, la guardia se monta al mismo tiempo que la guardia en el Palacio, o cuando hay un visitante real en Edimburgo. Los centinelas también se colocan durante el mes del Tatuaje Militar de Edimburgo, generalmente de una unidad que tiene un aniversario ese año.
Como parte de la reorganización de la infantería después de la revisión de defensa de 2003, el 1.er y 2.º Batallones del Regimiento Real de Escocia ( Royal Scots Borderers y Royal Highland Fusiliers ) tenían su base permanente en Edimburgo, rotando entre la 19 Brigada Ligera o la 52 Brigada de Infantería. El batallón asignado a la 52 Brigada era responsable de realizar funciones públicas en Edimburgo.
Como parte de la revisión de defensa de 2010, los anuncios de nuevas reformas a la infantería llevaron a la reducción del 5.º Batallón del Regimiento Real de Escocia a una compañía incremental, similar a las tres compañías de guardias a pie estacionadas en Londres, que ahora es la unidad de funciones públicas con sede permanente en Escocia.

#### Centinelas de tatuaje militar de Edimburgo/guardia de honor
- 1998: 1.er Batallón, Borderers escoceses del rey
- 1999: 1.er Batallón, los montañeses de Argyll y Sutherland (de la princesa Louise)
- 2000: 1.er Batallón, los montañeses de Argyll y Sutherland (de la princesa Louise)
- 2001: 1.er Batallón, Infantería Ligera
- 2002: 1.er Batallón, The Highlanders (Seaforth, Gordons y Camerons)
- 2003: 1.er Batallón, The Royal Scots (The Royal Regiment)
- 2004: Regimiento Real de Gibraltar
- 2005: Reserva Naval Real
- 2006: Los montañeses de Argyll y Sutherland, 5.º Batallón del Regimiento Real de Escocia
- 2007: 40 Regimiento, Artillería Real
- 2008: Hans Majestet Kongens Garde
- 2009: los montañeses, cuarto batallón del regimiento real de Escocia
- 2010: 3.er Batallón, Los Rifles
- 2011: Royal Highland Fusiliers, 2.º Batallón del Regimiento Real de Escocia[24]
- 2012: The Black Watch, 3.er Batallón del Regimiento Real de Escocia
- 2013: The Black Watch, 3.er Batallón del Regimiento Real de Escocia
- 2014: Royal Navy
- 2015: Royal Scots Dragoon Guards (mosquetones y grises)
- 2016: 1.er Batallón, Guardias Escoceses
- 2017: Regimiento de la Royal Navy / RAF
- 2018: Regimiento de la RAF
- 2019: Regimiento 7, Cuerpo Logístico Real

### Incidentes
La Guardia del Rey es un puesto operativo, con el propósito principal de proteger al Soberano. Ha habido algunos incidentes cuando se ha probado esta protección. En 1982, un hombre llamado Michael Fagan pudo evadir a los centinelas estacionados en los terrenos del Palacio de Buckingham y dirigirse al dormitorio de la Reina, antes de que la policía lo capturara. En este caso, la seguridad de la habitación de la Reina era tarea de la Policía Metropolitana. En 2004, un miembro del grupo de presión Fathers4Justice pasó cinco horas y media de pie en el parapeto del balcón en la parte delantera del Palacio de Buckingham. Una vez más, la seguridad era responsabilidad principal de la Policía Metropolitana. Aunque la reina no estaba presente en ese momento, generó temores sobre la posibilidad de un ataque terrorista en el palacio y dio lugar a pedidos para que el ejército británico tuviera una mayor participación en la seguridad general de la familia real.[cita requerida]

### Procedimiento en el puesto

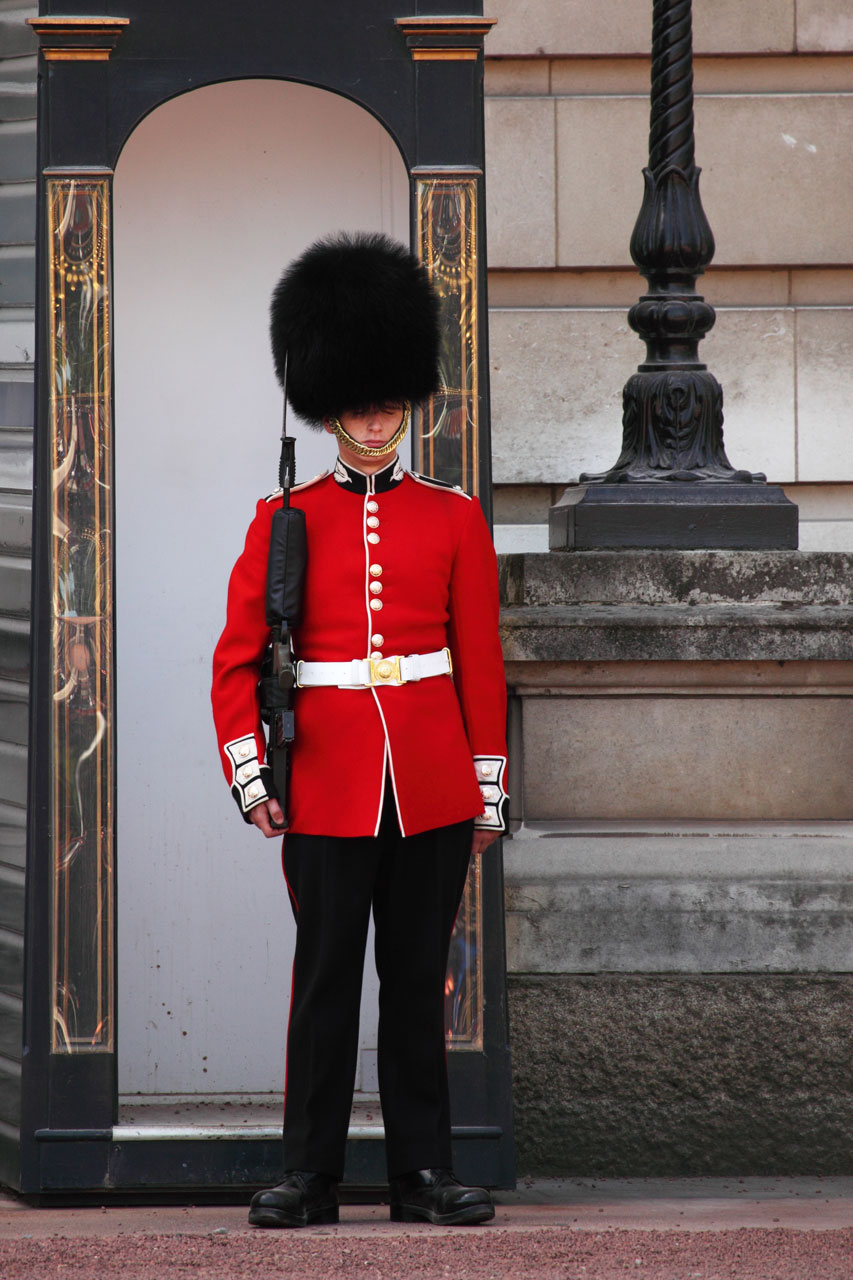
Un centinela de la Guardia Escocesa en el Palacio de Buckingham

Un centinela estará de servicio «en su puesto» durante un período de dos horas. Cada 10 minutos, se pone firme, inclina los brazos y hace una marcha de 15 pasos por el área del poste. Cada centinela hace esto de cuatro a cinco veces antes de detenerse. Luego, coloca los brazos sobre los hombros y se pone cómodo. No se permite «mantenerse tranquilo» mientras un centinela está en el puesto. Las órdenes para el servicio de centinela leídas en voz alta antes de cada 'período de servicio' de 2 horas, dejan en claro que: «no puede comer, dormir, fumar, permanecer tranquilo, sentarse o acostarse durante su período de servicio».
Los centinelas reciben instrucciones sobre cómo eliminar molestias o cualquier sugerencia de amenaza por parte del público. Hay un protocolo que siguen que comienza con «estampar» (llamar la atención de manera brusca). También gritará: «Aléjate de la Guardia del Rey» o similar. Si esto no elimina la molestia o la amenaza, repetirá el sello y volverá a gritar. Si la molestia o amenaza aún no cesa, el centinela asumirá la posición de «armas de babor», por lo que apuntará con su rifle al origen de la interferencia. Si estas advertencias no son atendidas, el centinela tiene la opción de detener a la persona (s) él mismo o presionar el botón en su garita para pedir ayuda.
Si una persona se para delante de un centinela mientras marcha, gritará: «¡Abran paso a la Guardia del Rey!» (o guardia del castillo / guardia de la torre de Londres / guardia del castillo de Windsor, etc.).

### Disciplina
Aunque los guardias estaban previamente posicionados entre el público, en los últimos tiempos, cada vez más puestos de centinelas se han alejado del público debido a incidentes que involucran a turistas que interfieren con el trabajo de los guardias, así como incidentes en los que los guardias han tenido que disciplinar a los turistas por comportamiento irrespetuoso o peligroso. En 2012, las imágenes de un turista que faltaba el respeto a los guardias se volvieron virales, en las que un turista se negó a detener su intento de escalar la cerca del Palacio de Buckingham a pesar de que el guardia apuntaba con su rifle SA80 cargado al posible intruso. Más recientemente, se instalaron cuerdas entre los puestos de centinela en el castillo de Windsor y el público después de que ocurriera un incidente entre un centinela y un turista que se burlaba de él, pretendiendo marchar a su lado y finalmente agarrando el hombro sobre el que descansaba su rifle.
En Londres, los puestos de centinela que más recientemente no quedaron detrás de ningún tipo de valla fueron los de la entrada de Pall Mall al Palacio de St James. En diciembre de 2014, los centinelas de Pall Mall fueron trasladados al Friary Court dentro de los muros del palacio, mientras que los centinelas de Clarence House se reposicionaron dentro de la cerca y en la entrada de los jardines. Esto se debió al aumento de la amenaza de los llamados ataques terroristas del "lobo solitario", en particular tras el asesinato de un soldado británico en Woolwich y el ataque terrorista contra el Parlamento canadiense.

### Parcela de armas
Los batallones en funciones públicas formaban parte del plan de armas regular, un sistema en el que los batallones de infantería se rotaban periódicamente a varios lugares y roles diferentes. Tras la reestructuración del ejército anunciada en 2006, el sistema de complot de armas cesó: ahora se han asignado roles y ubicaciones fijas a los batallones de infantería. En teoría, esto incluye los deberes públicos en Londres, que conservará sus dos guardias y un batallón de infantería de línea. Sin embargo, para algunos puestos, incluidos los deberes públicos, los batallones de infantería de funciones ligeras seguirán rotando. En el caso de las funciones públicas en Londres, los cuatro batallones de la Guardia rotarán cada dos años, mientras que el batallón de infantería de línea rotará con los batallones asignados a la 52 Brigada de Infantería y las Fuerzas Británicas de Chipre. Esto ha cambiado tras la implementación del plan Army 2020.

### Mujeres y la Guardia
En abril de 2007, las primeras mujeres en servicio en el ejército británico sirvieron en destacamentos de la Guardia de la Reina cuando la Tropa del Rey, Royal Horse Artillery, se hizo cargo de la guardia en el Castillo de Windsor, mientras que el Army Air Corps asumió funciones públicas en Londres. 
Esta no fue la primera ocasión en que las mujeres proporcionaron la Guardia del Rey. En 2000, la Guardia de la Federación Australiana desempeñó funciones públicas en Londres durante un mes e incluyó a varias mujeres entre su número, incluida la primera mujer comandante de la guardia. Entre el contingente de miembros de la Real Policía Montada de Canadá que formaron la guardia en mayo de 2012 también se encontraban agentes mujeres.
La primera mujer oficial de infantería en comandar la Guardia del Rey fue la capitana Megan Couto, de 24 años, del 2.º Batallón, Infantería Ligera Canadiense de la Princesa Patricia, que formó la Guardia de la Reina en junio de 2017 en celebración del Canadá 150.

### Otras unidades de la Commonwealth que han montado la Guardia del Rey/Reina

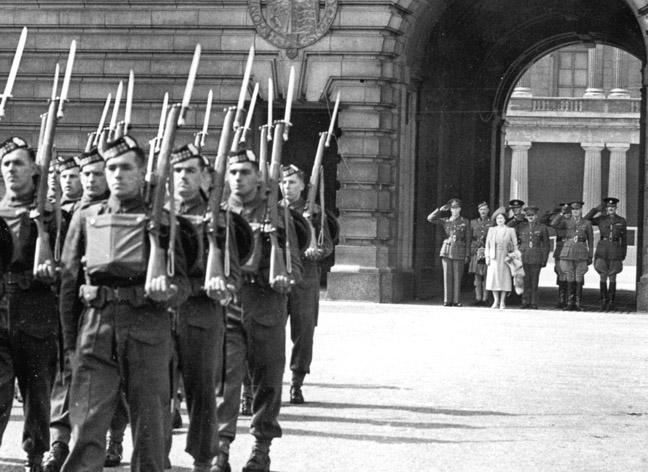
El Regimiento escocés de Toronto montando la Guardia del Rey

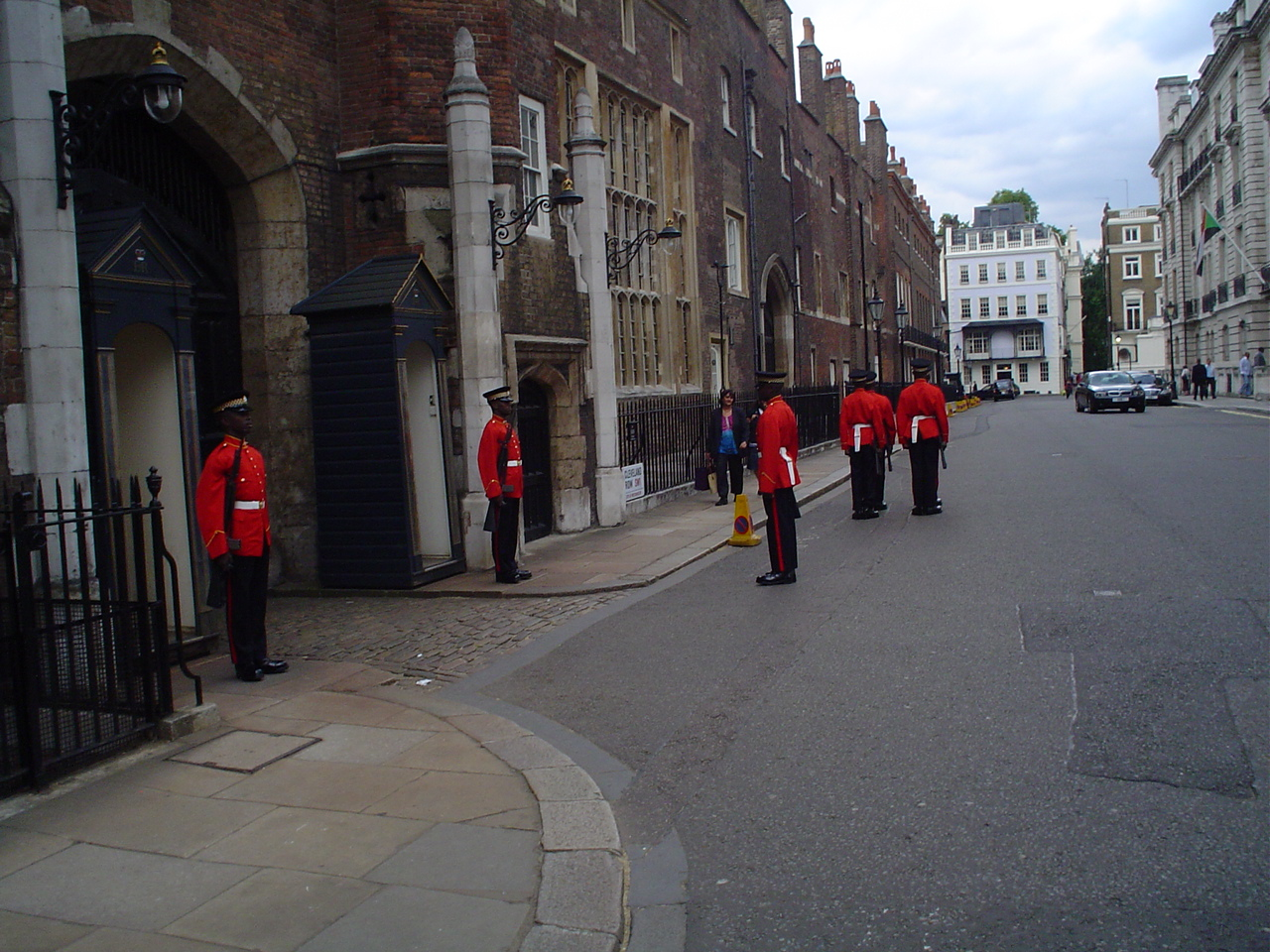
Los centinelas del Regimiento de Jamaica están apostados fuera del Palacio de St James

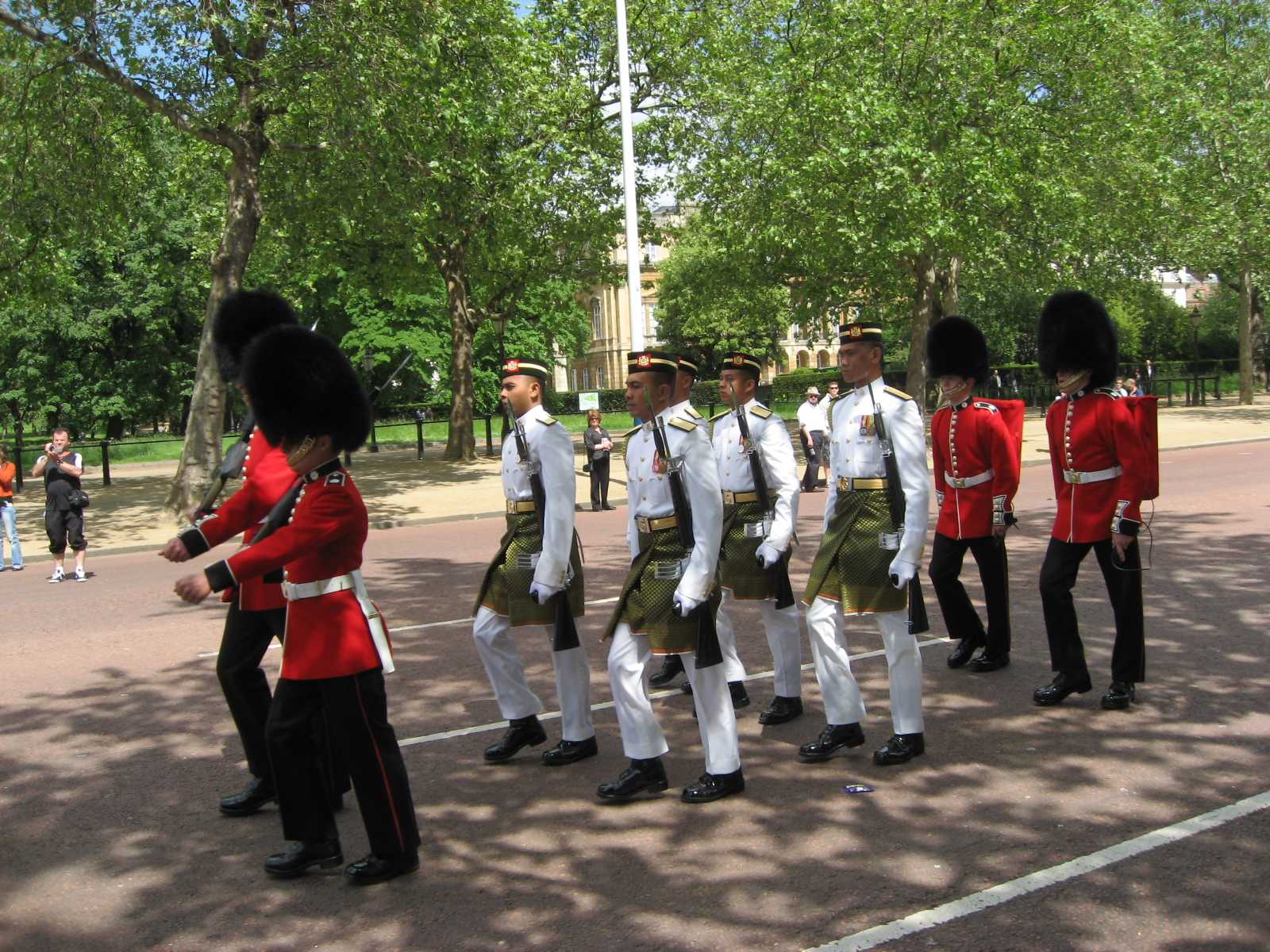
Soldados del Royal Malay Regiment y los guardias de Coldstream desfilan en el Mall de Londres, 2008

La siguiente es una lista de unidades del Imperio Británico y la Commonwealth que han montado la Guardia del Rey/Guardia de la Reina. 
| Unidad militar | País          | Bandera | Fecha                     |
| --- | ------------- | ------- | ------------------------- |
| 117th (Eastern Townships) Battalion, CEF | Canadá        |         | Septiembre de 1916        |
| Canadian Coronation Contingent | Canadá        |         | Mayo de 1937              |
| Australian Coronation Contingent | Australia     |         | Mayo de 1937              |
| Royal 22e Régiment | Canadá        |         | Abril de 1940             |
| Toronto Scottish Regiment | Canadá        |         | Abril de 1940             |
| The Royal Canadian Regiment | Canadá        |         | Abril de 1940             |
| Canadian Coronation Contingent | Canadá        |         | Mayo de 1953              |
| Australian Coronation Contingent | Australia     |         | Mayo de 1953              |
| South African Coronation Contingent | Sudáfrica     |         | Junio de 1953             |
| New Zealand Coronation Contingent | Nueva Zelanda |         | Junio de 1953             |
| Ceylon Coronation Contingent | Ceylon        |         | Junio de 1953             |
| Pakistán Coronation Contingent | Pakistán      |         | Junio de 1953             |
| Royal New Zealand Artillery Detachment commander, Maj. S. Cocks                                                                                          | Nueva Zelanda |         | Noviembre de 1964         |
| 1st Battalion, Royal Australian Regiment Detachment commander, Lt Col. J.P. Salter MC                                                                    | Australia     |         | Abril de 1988             |
| 3rd Battalion, Princess Patricia's Canadian<br id="mwAlc"><br>Light Infantry Detachment commander, Maj. I. Hunt                                          | Canadá        |         | Abril–mayo de 1998        |
| 2nd Battalion, Jamaica Regiment | Jamaica       |         | Abril de 1999             |
| Australian Federation Guard plus the Band of the Royal Military College, Duntroon Detachment commander, Lt Col. W. Goodman                               | Australia     |         | Julio de 2000             |
| 2nd Battalion, The Royal Canadian Regiment Detachment commander, Maj. J. Fife                                                                            | Canadá        |         | Septiembre de 2000        |
| Royal Gibraltar Regiment | Gibraltar     |         | Marzo de 2001             |
| 1st Battalion, Jamaica Regiment plus the Combined Band of the JDF Detachment commander, Lt Col. D. Robinson                                              | Jamaica       |         | Julio de 2007             |
| 1st Battalion, Royal Malay Regiment plus the Band of the Royal Malay Regiment Detachment commander, Maj. Norhisham bin Kamar                             | Malasia       |         | Abril de 2008             |
| Royal Gibraltar Regiment Detachment commander, Lt Col. C. Risso MC                                                                                       | Gibraltar     |         | Abril de 2012             |
| 2nd Battalion, Royal 22<sup id="mwArw">e</sup> Régiment Detachment commander, Lt Col. G. Carpentier                                                      | Canadá        |         | Julio de 2014             |
| 2nd Battalion, Princess Patricia's Canadian<br id="mwAsw"><br>Light Infantry plus the Royal Canadian Artillery Band Detachment commander, Maj. J. Hudson | Canadá        |         | Junio de 2017             |
| Royal Canadian Air Force plus the Royal Canadian Air Force Band Detachment commander, Maj. V. Gagné                                                      | Canadá        |         | Junio de 2018             |
| 3rd Battalion, Royal Canadian Regiment plus the Royal Canadian Artillery Band Detachment commander, Maj. B. Lacey                                        | Canadá        |         | Octubre–noviembre de 2018 |

En mayo y junio de 2014, la Banda de Gaitas de la Policía de Vancouver brindó acompañamiento musical durante el montaje de la Guardia de la Reina en coordinación con la División de Hogares y fue parte de las celebraciones del centenario de la banda. Era la primera vez que una banda de gaitas no militar actuaba durante la ceremonia. Durante la ceremonia, el mayor de gaitas estuvo acompañado por Maurice Brown de las Gaitas y Tambores del 1.er Batallón de la Guardia Escocesa. En enero de 2018, se estrenó una película que cubría la visita de la banda de gaitas en el Centro Internacional de Cine de Vancouver titulada The Queens New Guard.

## Los Salvavidas del Rey

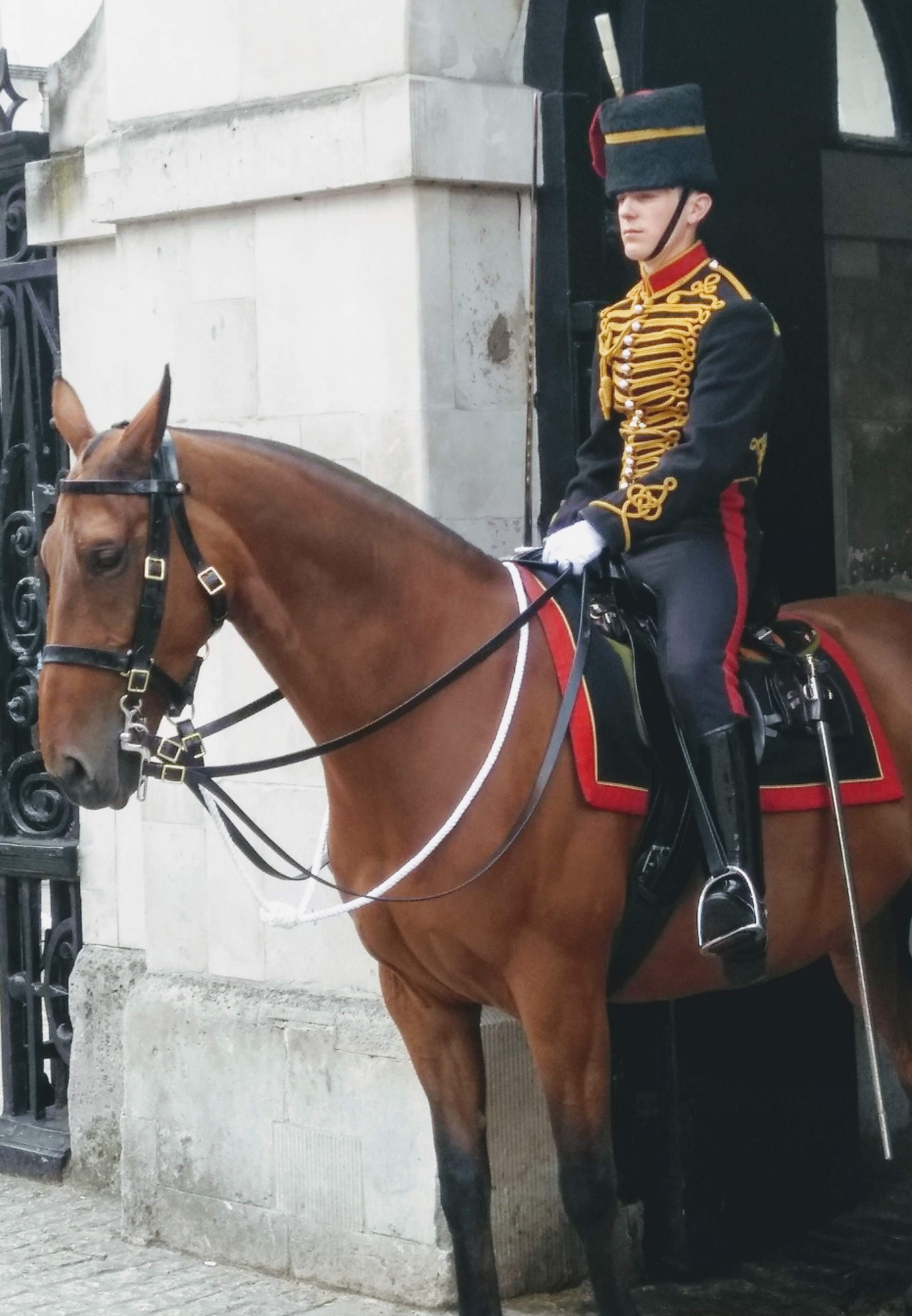
Un centinela de la tropa del rey, artillería a caballo real fuera de los guardias a caballo

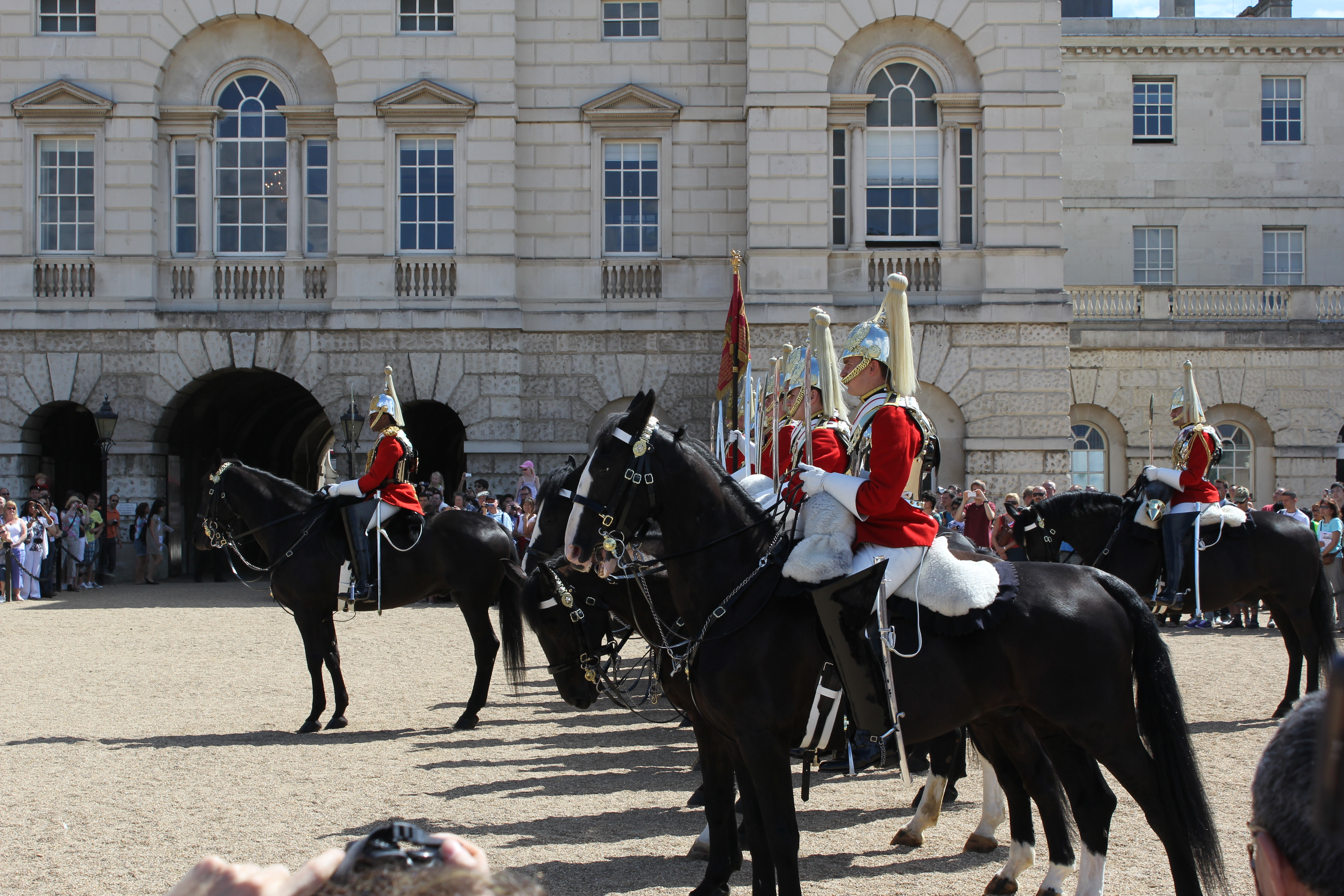
La nueva guardia, formada por los socorristas, en el desfile de guardias a caballo

Los Salvavidas del Rey es el guardia montada a la entrada de Horse Guards. Horse Guards es la entrada principal oficial tanto al Palacio de St James como al Palacio de Buckingham (una tradición que se remonta a la época en que el centro comercial estaba cerrado en ambos extremos); sin embargo, se han apostado centinelas allí desde la Restauración, cuando el Palacio de Whitehall era la principal residencia real. El guardia está a caballo desde las 10 a. m. hasta las 4 p. m., con los dos centinelas cambiando cada hora. Desde 4 p. m. hasta las 8 p. m. quedan un par de centinelas desmontados. A las 8 p. m., las puertas de los guardias a caballo están cerradas y un solo centinela permanece hasta las 7 a. m.
Cuando la Reina está en Londres, la Guardia consta de un oficial, un cabo mayor (que lleva el estandarte), dos suboficiales, un trompetista y once soldados. Esto se conoce como «guardia larga». Cuando la Reina no reside en Londres, la Guardia se reduce a dos suboficiales y diez soldados. Esto se conoce como «guardia corta».
La guardia suele ser proporcionada por el Regimiento Montado de Caballería Doméstica, con los Salvavidas y los Azules y Reales alternando. Cuando el HCMR sale de Londres para un mes de entrenamiento de verano (y vacaciones para los caballos), la guardia es proporcionada por King's Troop, Royal Horse Artillery. Solo otras dos unidades han montado la Guardia Salvavidas del Rey: en 2000, la Tropa Montada del Caballo de Lord Strathcona (Canadienses Reales), un regimiento del Cuerpo Blindado Real Canadiense, montó la Guardia Salvavidas de la Reina durante el mismo despliegue que proporcionó el Regimiento Real Canadiense de la Guardia de la Reina. En 2012, como parte de las celebraciones del Jubileo de Diamante de la Reina, el Paseo Musical de la Real Policía Montada de Canadá montó el Salvavidas de la Reina por un día en mayo de 2012, convirtiéndose en la primera unidad no militar en hacerlo.

### Otras unidades de la Commonwealth que han montado la Guardia Salvavidas de la Reina
| Unidad                                                                    | País   | Bandera | Fecha |
| ------------------------------------------------------------------------- | ------ | ------- | ----- |
| Tropa montada ceremonial, Caballo de Lord Strathcona (Canadienses Reales) | Canadá | </img>  | 2000  |
| Real Policía Montada de Canadá                                            | Canadá | </img>  | 2012  |

## Cambio de Salvavidas del Rey

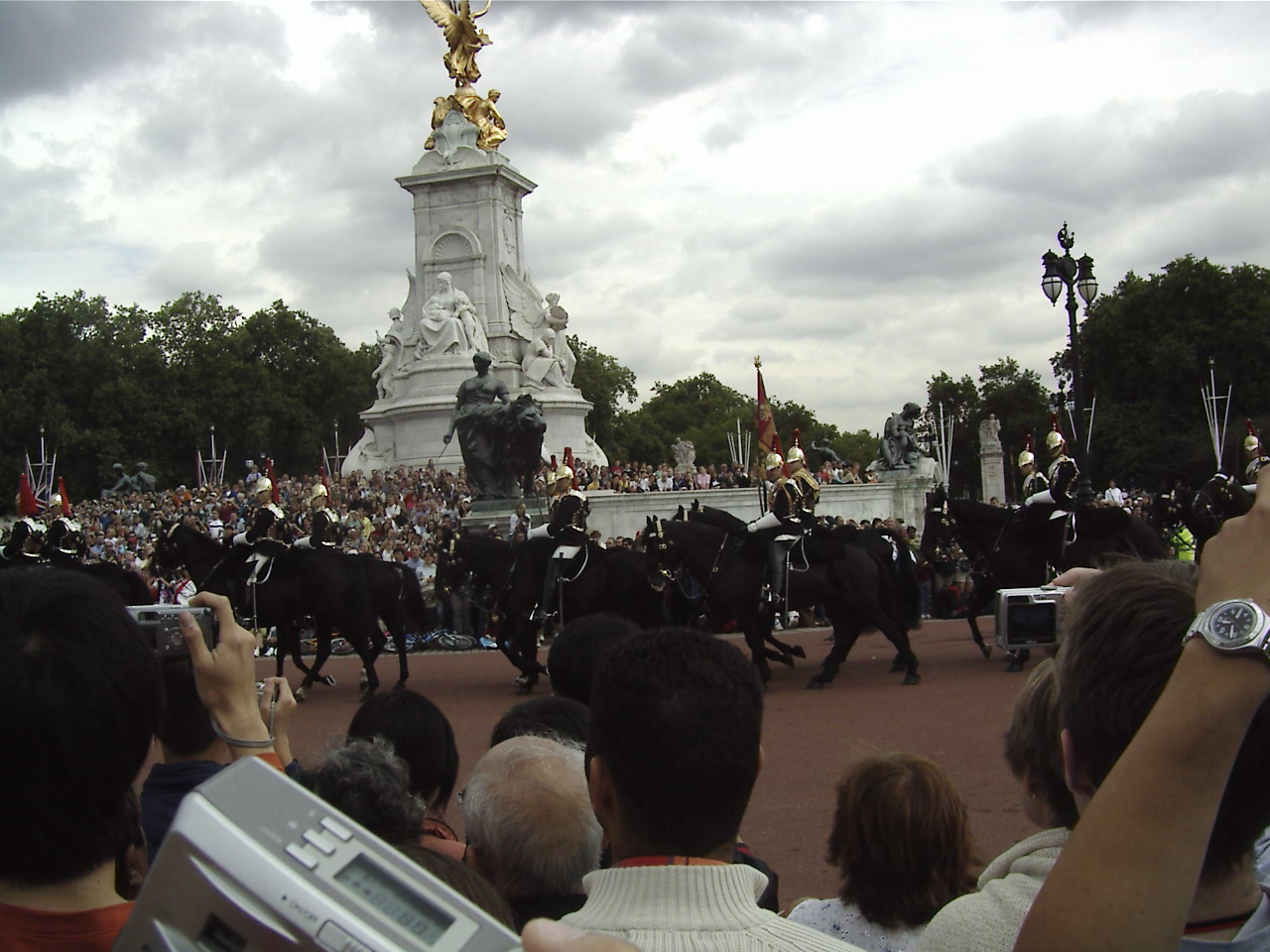
La Vieja Guardia, formada por los Blues y Royals pasando por el Palacio de Buckingham en el camino de regreso a los cuarteles.

En el momento del cambio de guardia, la vieja guardia se forma en el lado norte del recinto en Horse Guards Parade y la nueva guardia en el lado sur. Cuando llega la nueva guardia, cada guardia lleva el estandarte y los trompetistas de los guardias antiguos y nuevos hacen sonar el saludo real a la llegada de la nueva guardia y a la partida de la vieja guardia. Cuando ambos guardias se han formado en el recinto, el cabo mayor, el suboficial mayor y los centinelas del primer relevo del nuevo guardia parten hacia la sala de guardia, que luego es entregada. Los centinelas de la vieja guardia, tras ser relevados, se reincorporan al resto de la vieja guardia en el lado norte del recinto. El estandarte y los trompetistas solo están en desfile con una guardia larga.